# Spionage (Film)
Spionage ist ein österreichischer Historienfilm von Franz Antel aus dem Jahr 1955 um den Spionagefall des k. u. k. Oberst Alfred Redl.

## Handlung
Die Entdeckung eines österreichischen Spions, Alexander Baron Korff, durch die russischen Abwehroffiziere General Maximoff und Oberleutnant Sabrenin in St. Petersburg und dessen anschließende Hinrichtung veranlasst den k.u.k österreichischen Generalstab, im Evidenzbüro (das k.u.k. Abwehramt, militärischer Nachrichtendienst, heute Heeres-Nachrichtenamt) eine Untersuchungskommission einzusetzen. Deren stellvertretender Leiter, Oberst i. G. Alfred Redl, soll den Verräter ermitteln, der Zugang zu den geheimsten Dokumenten haben muss. Redl hat ein heimliches homoerotisches Verhältnis mit Leutnant Zeno von Baumgarten, den er immer öfter finanziell unterstützen muss. Baumgarten seinerseits stellt der Baronesse Nadja (genannt Nadeschda) Antonowna von Korff nach, deren Bruder in Russland hingerichtet wurde.
Der junge Hauptmann Hans Angelis, Verlobter von Pauline von Heymeneck, der Tochter des Generalstabschefs, und Offizier im Evidenzbüro sowie Mitglied der Untersuchungskommission, verfolgt eigenmächtig eine bestimmte Spur, wird aber von Nadeschda, in die er sich auf einem Empfang bei der Gräfin Lichtenfels verliebt hat, verdächtigt, selbst der gesuchte Spion zu sein und ihren Bruder ermordet zu haben. Redl, der davon erfährt, konstruiert daraufhin ein Netz von Intrigen gegen Angelis und lässt ihn anschließend im Auftrag und mit Zustimmung des Generalstabschefs, k.u.k Feldmarschall von Heymeneck, der Angelis nun ebenfalls für einen russischen Agenten hält, verhaften, des Hochverrats anklagen und verurteilen. Mit Hilfe seiner Braut Pauline, die trotz aller Verdächtigungen und im Wissen um seine Verehrung für Nadeschda zu ihm hält, will Angelis aus dem Arrest heraus dem wahren Spion eine Falle stellen, wobei ihm seine Beamten Steidl und Ebinger helfen. Als Redl dem Leutnant von Baumgarten eine beträchtliche Geldsumme beschaffen muss, um sich dessen Gunst zu erhalten, holt er beim observierten Hauptpostamt einen dort deponierten chiffrierten Geldbrief ab und gibt sich dadurch als der wahre Spion zu erkennen. Um keinen Skandal zu riskieren, gibt der Generalstab Redl die Gelegenheit, sich selbst zu richten. Angelis wird schlussendlich im Auftrag von Kaiser Franz Joseph I. durch von Heymeneck voll rehabilitiert, ausgezeichnet und zum Major befördert.

## Produktion
Franz Antel sah nach seinem Erfolg mit Kaisermanöver die Gelegenheit gekommen, einen Film zu drehen, der anspruchsvollen Themen gerecht werden sollte. Der Fall Redl war bereits 1925 in Oberst Redl von Hans Otto Löwenstein und 1931 in Der Fall des Generalstabs-Oberst Redl von Franz Anton verfilmt worden. Als Drehbuchautor konnte Antel den Dichter Alexander Lernet-Holenia gewinnen, der gemeinsam mit dem Filmprofi Kurt Nachmann das Drehbuch schrieb.
Zu Antels Überraschung trat eine Kommission ehemaliger k. u. k. Generalstäbler auf den Plan, die vom Unterrichtsministerium verlangte, die Dreharbeiten zu unterbinden. Antel musste den Generalstäblern die Durchsicht des Drehbuchs überlassen und erhielt erst nach langen Verhandlungen die Erlaubnis, den Film zu drehen. Der Film entstand im Atelier Wien-Sievering, die Außenaufnahmen stammen aus Wien und Umgebung. Für die Bauten war Felix Smetana zuständig, die Produktionsleitung lag in den Händen von Erich von Neusser und Franz Hoffmann. Die Uraufführung erfolgte am 18. April 1955 in München, die österreichische Erstaufführung am 29. April 1955 in Wien.
Franz Antel bezeichnete Spionage als einen seiner besten Filme. Als 1985 der Film Oberst Redl von István Szabó erschien, verglich er ihn in einer Stellungnahme in der Wiener Zeitung mit seinem eigenen und nannte den Szabó-Film eine „vollkommene Verfremdung“.
Die Filmszenen, in denen Redl im Postamt als Spion aufgedeckt und von den Beamten des Evidenzbüros verfolgt und sichergestellt wird, sind – wenn auch dramatisiert – der historischen Wahrheit einigermaßen nachempfunden.
Die Filmnamen des Leiters des Evidenzbüros, Rabansky, und des Generalstabschefs, von Heymeneck, sind den historisch echten Namen der betreffenden Offiziere (Oberst August Julius Urbański von Ostrymiecz und Feldmarschall Franz Conrad von Hötzendorf) nachempfunden.

## Kritiken
Martin Prucha bezeichnete in Reclams Lexikon des deutschen Films (1995) Spionage als eine für Regisseur Franz Antel „ungewöhnlich disziplinierte und inszenatorisch sorgfältige Verfilmung“, kritisierte jedoch, dass Redls Verrat „als rein persönlicher Charakterfehler“ dargestellt werde, „dessen Folgen von einem patriotisch verklärten Militärapparat“ bereinigt werden.
Für den Filmdienst war Spionage ein „Allerwelts-Agentenfilm, angesiedelt im Milieu der K.u.k.-Gesellschaft, der weder den historisch-politischen noch den psychologischen Hintergründen gerecht wird.“